# Пятигорский медико-фармацевтический институт
Пятигорский медико-фармацевтический институт (ПМФИ) — фармацевтический вуз в России. С 2012 года филиал ФГБОУ ВО «Волгоградский государственный медицинский университет» Минздрава России. Институт внесён в реестр вузов ЮНЕСКО.
В институте осуществляется подготовка провизоров (для Российской Федерации) и магистров фармации (для зарубежных стран) по специальности «Фармация»(очно), а также проводится подготовка специалистов по специальностям: «Медицинская биохимия» (очно) — квалификация врач-биохимик; «Стоматология» (очно) — квалификация врач-стоматолог общей практики; «Лечебное дело» (очно) — квалификация врач общей практики; «Менеджмент» (очно, заочно) — квалификация академический бакалавр. Медицинский колледж в составе института готовит специалистов по специальностям Стоматология ортопедическая (очно) — квалификация зубной техник, Фармация (очно) — квалификация фармацевт и Сестринское дело (очно) — квалификация медицинская сестра. В вузе действуют аспирантура и докторантура, факультеты довузовской подготовки и последипломного образования. В период с 2004 по 2009 годы ПГФА выпустил 1931 специалиста на очном отделении, 1280 специалистов на заочном отделении и 125 магистров фармации для иностранных государств.
Полное наименование: «Пятигорский медико-фармацевтический институт — филиал федерального государственного бюджетного образовательного учреждения высшего образования „Волгоградский государственный медицинский университет“ Министерства здравоохранения Российской Федерации»
Сокращённое наименование: ПМФИ — филиал ФГБОУ ВО ВолгГМУ Минздрава России.

## История
В августе 1941 года в город Пятигорск был эвакуирован Днепропетровский фармацевтический институт со значительной частью своей материальной базы во главе с директором института профессором М. А. Волынской. В конце апреля 1942 года число сотрудников пополнилось небольшой группой преподавателей и студентов Ленинградского фармацевтического и 2-го Ленинградского медицинского институтов.
Обучение студентов в фармацевтическом вузе продолжалось до августа 1942 года, когда Пятигорск был оккупирован немецко-фашистскими войсками. К этому времени часть студентов и сотрудников уже была эвакуирована в район Баку и далее в Среднюю Азию, другой же поток направился по Военно-Грузинской дороге в Грузию. Согласно решению СНК СССР от 15 августа 1942 года Ленинградский и Днепропетровский фармацевтический институты были объединены под руководством директора М. Б. Волынской и направлены по маршруту: Тбилиси — Баку — Красноводск — Ташкент — Семипалатинск.
11 января 1943 года Пятигорск был освобождён от немецких войск, а уже 27 января профессор Н. В. Вавилов получил предписание Городского Совета города Пятигорска восстановить работу института.
8 февраля начались занятия на старших курсах, а 10 февраля — на первом курсе. К занятиям приступили 350 студентов. Штат учебного заведения в 1943 году включал 9 профессоров, 11 доцентов, 20 ассистентов, препараторов и лаборантов. Штат административно-хозяйственной части также включал одного конюха, двух ночных сторожей и шесть уборщиц.
Распоряжением Совета народных комиссаров СССР № 6597-Р от 27 марта 1943 года был организован Пятигорский фармацевтический институт на базе эвакуированных фармацевтических вузов городов Днепропетровска и Ленинграда.
После войны начали решаться проблемы материального состава вуза, увеличился поток абитуриентов. В 1952 году опубликован первый выпуск Учёных записок Пятигорского фармацевтического института. 
В 1953 году в учебный план вуза вводится практика по фармакогнозии и определяются её базы (Теберда, Кобулетти, Краснодар, Нальчик, Армавир, Ялта (Никитский ботанический сад). При институте организуется ботанический сад с оранжереей.
В 1965 году институт перешёл на новый учебный план с продолжительностью обучения четыре с половиной года года. В 1972 году был открыт новый учебный корпус ПФИ.
23 июня 1994 года вуз был переименован в Пятигорскую государственную фармацевтическую академию (ПятГФА, ПГФА).
Согласно Приказу Минздравсоцразвития № 434 от 28.04.2012 Пятигорская государственная фармацевтическая академия присоединена к ГБОУ ВПО «Волгоградский государственный медицинский университет» в качестве обособленного подразделения (филиала).

## Руководство
Директора Днепропетровского фармацевтического института, эвакуированного в город Пятигорск
- Мария Борисовна Волынская (август 1941 — апрель 1942)

Директора Пятигорского фармацевтического института
- Николай Владимирович Вавилов (апрель 1942 — ноябрь 1943)
- Фёдор Васильевич Иванов (ноябрь 1943 — июль 1947)
- Митрофан Иванович Тарасенко (июль 1947 — июль 1952)

Ректоры Пятигорского фармацевтического института
- Анна Лукьяновна Шинкаренко (август 1952 — сентябрь 1964)
- Владимир Георгиевич Беликов (сентябрь 1964 — июль 1996)

Ректоры Пятигорской государственной фармацевтической академии
- Евгений Николаевич Вергейчик (июль 1996 — июнь 2007)
- Михаил Витальевич Гаврилин (июнь 2007 — июнь 2012)
- Всеволод Леонидович Аджиенко (июнь 2012 — октябрь 2012)

Директора Пятигорского медико-фармацевтического института, филиала Волгоградского ГМУ
- Всеволод Леонидович Аджиенко (октябрь 2012 — март 2020)
- Максим Валентинович Черников (март 2020 — июль 2022), и. о. директора
- Ольга Альбертовна Ахвердова (с июля 2022 года)

## Структура
В составе ПМФИ находятся шесть учебных корпусов, учебно-производственная аптека, четыре общежития, ботанический сад, спортивный комплекс, санаторий-профилакторий, виварий. В вузе работают около 270 преподавателей, большинство из них (77 %) имеют учёные степени. В институте трудятся 36 докторов наук, 167 кандидатов наук.
Действуют 27 кафедр, все они оснащены современным оборудованием и персональными компьютерами.
Кафедры
- Кафедра биологии и физиологии
- Кафедра биологической химии
- Кафедра гуманитарных дисциплин и биоэтики
- Кафедра иностранных языков
- Кафедра клинической стоматологии с курсом хирургической стоматологии и челюстно-лицевой хирургии
- Кафедра микробиологии и иммунологии
- Кафедра медицины катастроф
- Кафедра менеджмента и экономики
- Кафедра морфологии
- Кафедра неорганической, физической и коллоидной химии
- Кафедра организации и экономики фармации (ОЭФ)
- Кафедра органической химии
- Кафедра патологии
- Кафедра права и истории
- Кафедра терапевтической стоматологии и пропедевтики стоматологических заболеваний
- Кафедра терапевтических дисциплин
- Кафедра терапевтических дисциплин 2
- Кафедра токсикологической и аналитической химии
- Кафедра фармацевтической технологии с курсом медицинской биотехнологии
- Кафедра фармакогнозии, ботаники и технологии фитопрепаратов
- Кафедра фармакологии с курсом клинической фармакологии
- Кафедра фармацевтического товароведения, гигиены и экологии
- Кафедра фармацевтической химии
- Кафедра фармации ФПО
- Кафедра физики и математики
- Кафедра физического воспитания и здоровья
- Кафедра хирургических дисциплин

## Специальности[5][6]
Высшее образование:
- Фармация (квалификация — провизор)
- Лечебное дело (квалификация — врач-лечебник)
- Медицинская биохимия (квалификация — врач-биохимик)
- Стоматология (квалификация — врач-стоматолог)
- Менеджмент (квалификация — менеджер по управлению в медицине, бакалавр)
- Общественное здравоохранение (квалификация — магистр)

Среднее профессиональное образование:
- Сестринское дело (квалификация — медицинская сестра)
- Стоматология ортопедическая (квалификация — зубной техник)
- Фармация (квалификация — фармацевт)

## Научные школы
За 75-летнюю историю в институте сложились широко известные в нашей стране научные школы:
- Фармакологическое изучение новых биологически активных веществ, полученных путём синтеза и выделенных из природных источников.
- Разработка технологии новых лекарственных форм.
- Маркетинговые и организационно-экономические исследования.
- Фармакогностическое изучение лекарственных растений.
- Изучение физико-химических свойств и разработка методов фармацевтического и токсикологического анализа.
- Прикладные исследования в области процессов и аппаратов химической технологии.

## Разработка лекарственных средств
Наиболее весомым вкладом ПМФИ в практическую фармацию стала разработка и внедрение ряда лекарственных препаратов, первым из которых был «Препарат тамбуканской грязи» (зарегистрирован в 1971 г.), созданный проф. А. Л. Шинкаренко.
Впоследствии Минздравом России были зарегистрированы оригинальные препараты растительного происхождения:
- Глицирам, таблетки (1976 г.)
- Кавехол, субстанция
- Кавехол, гранулы (1993 г.)
- Терисерп, субстанция
- Терисерп, таблетки (1997 г.)
- Гипурсол, субстанция
- Гипурсол, таблетки (2000 г.)

В связи с переходом России к рыночной экономике возросла инновационная деятельность института. За последние годы зарегистрирован целый ряд новых и воспроизведённых лекарственных средств:
- Гель полиэтиленоксида-1500 — вспомогательное вещество.
- Брозаар, таблетки — гипотензивное средство.
- Бренциале форте, капсулы — гепатопротекторное средство.
- Ламивит, раствор — общеукрепляющее средство.
- Бальзам Московия, эликсир — седативное средство.
- Метронидазол, раствор для инфузий — противопротозойное и антибактериальное средство.
- Пирацетам, раствор для инфузий — ноотропное средство.
- Рингера раствор, в полимерных контейнерах — плазмозамещающее средство.
- Глюкозамина гидрохлорид, субстанция.
- Глюкозамина гидрохлорид, таблетки — средство для регенерации хрящевой ткани.

В настоящее время акцент научной работы направлен на тесное взаимодействие с крупнейшими фирмами-производителями лекарств, среди которых:
- ЗАО «Алтайвитамины», г. Бийск
- ЗАО «Эвалар», г. Бийск
- ОАО «Биохимик», г. Саранск
- ЗАО «Брынцалов А», г. Москва
- ОАО Московская фармацевтическая фабрика
- ЗАО «Рестер», г. Ижевск
- ЗАО Ростовская фармацевтическая фабрика
- ФГУП Тюменский химико-фармацевтический завод.

Другим направлением научной работы, активно развивающимся в последние годы, стала разработка биологически активных добавок к пище и средств лечебной косметологии.

## Подготовка иностранных специалистов
Подготовка иностранных специалистов для стран Азии, Африки и Латинской Америки ведётся в институте с 1962 года. За эти годы профессорско-преподавательский состав института подготовил более тысячи специалистов из 60 стран Азии, Африки, Латинской Америки и Европы.

## Студенческое научное общество
Студенческое научное общество (СНО) ПМФИ существует с 1945 года, то есть начало его деятельности практически совпадает с созданием института, отсюда традиции и ежегодные успехи членов СНО на конференциях и конкурсах различного уровня.